# Lichnochromis acuticeps
Lichnochromis acuticeps és una espècie de peix de la família dels cíclids i de l'ordre dels perciformes.

## Morfologia
- Els mascles poden assolir 14 cm de longitud total.[1][2]

## Hàbitat
Viu en zones de clima tropical.

## Distribució geogràfica
Es troba a Àfrica: és una espècie de peix endèmica del llac Malawi.